# Scharfenberg
Scharfenberg (Nederlands en Platduits: Scharpenberg of Scharpenbiärg) is een plaats in de gemeente Brilon in het Sauerland. Er zijn rond 1.500 inwoners, zodat Scharfenberg een van de grootste gemeentedelen in de gemeente Brilon is.

## Economie
- Textielhandel
- Kunststofbedrijf
- Bouwbedrijven

## Geschiedenis
- 1306: eerste, bekende oorkonde met de naam Scharpenberg
- 1307: eerste, bekende oorkonde met het kasteel Scharpenberg
- 1837: 67 inwoners kopen het goed "Huis Scharpenberg"
- 1847: Vuurramp. Alleen 7 huizen blijven ongedeerd. Ook de kerk wordt gedeeltelijk door het vuur vernietigd. Het dorp wordt grotendeels volgens een dambordpatroon opnieuw opgebouwd.
- 1911: De gemeente Scharpenberg koopt 800 morgen bos.
- 1975: Dorp en gemeente Scharpenberg worden deel van de stad en gemeente Brilon met vandaag rond 30.000 inwoners
- 2006 700-jarig bestaan Scharfenberg

## Bezienswaardigheden
- Kerk Sint Laurentius - De barokkerk Sint Laurentius wordt van 1745 tot 1750 op de plaats van een kleinere kerk gebouwd, naar plannen van Franz Christoph Nagel. Het orgel is van 1754. Heel bijzonder is het “ast” (takken) kruis uit de 15e eeuw. Er is een legende dat een boer het kruis zwevend in de bos heeft gevonden. Daarna hebben de inwoners het kruis met een processie in de voormalige kerk gebracht. Daarna was Scharpenberg tot het begin van de twintigste eeuw een bedevaartplaats.

- Huis Scharpenberg of Pastorie - Een oud herenhuis in de buurt van de kerk.

- Bos van Scharpenberg - Oud bosperceel met natuur in het natuurgebied Arnsberger Wald. Oude Kalksteenoven.

- Sonder - Een 553 m hoge berg met uitzicht over het plateau van Brilon en het noordoostelijke Sauerland. Op de top staat een monument voor de schrijver en leraar Franz Rinsche.

## In Duitsland regionaal bekende personen
- Franz Rinsche (Hoogduitse en Platduitse dichter en leraar)
- Franz Schrewe (burgemeester van de gemeente Brilon)